# Assemblage membrane-électrode

Un assemblage membrane-électrode (AME, ou MEA pour (en) Membrane electrode assembly) est un empilement de membranes échangeuses de protons (PEM) ou de membranes échangeuses d'anions alcalins (AAEM), de catalyseur et d'électrodes à plaque utilisée dans les piles à combustible et les électrolyseurs,.

## PEM-MEA
Le PEM est pris en sandwich entre deux électrodes dans lesquelles le catalyseur est intégré. Les électrodes sont électriquement isolées l'une de l'autre par le PEM.
Le PEM est généralement une barrière isolante électrique perméable aux protons en fluoropolymère (PFSA). Des variantes d'hydrocarbures sont actuellement en cours de développement et devraient succéder aux fluoropolymères. Cette barrière permet le transport des protons de l'anode à la cathode à travers la membrane mais force les électrons à parcourir un chemin conducteur jusqu'à la cathode. Les PEM Nafion les plus couramment utilisés sont les Nafion XL, 112, 115, 117 et 1110.
Les électrodes sont pressées à chaud sur le PEM. Les matériaux utilisés pour ces électrodes sont le tissu de carbone ou les papiers en fibre de carbone. NuVant produit un tissu de carbone appelé ELAT qui maximise le transport de gaz vers le PEM et éloigne la vapeur d'eau du PEM. L'incorporation d'un catalyseur à base de métal noble dans l'ELAT permet à ce tissu de carbone d'agir également comme électrode. De nombreuses autres méthodes et procédures différentes existent également pour la production de MEA qui sont assez similaires entre les piles à combustible et les électrolyseurs.

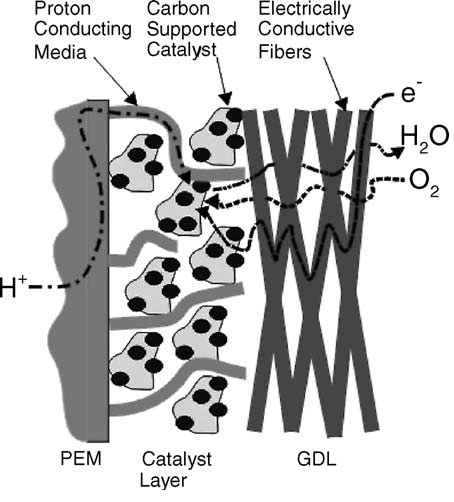
Transport des gaz p+ et e- dans les PEMFC.

Le platine est l'un des catalyseurs les plus utilisés, mais d'autres métaux du groupe du platine sont également utilisés. Le ruthénium et le platine sont souvent utilisés ensemble, si le monoxyde de carbone (de formule CO) est un produit de la réaction électrochimique, car le CO corrompt le PEM et affecte l'efficacité de la pile à combustible. En raison du coût élevé de ces matériaux et d'autres matériaux similaires, des recherches portent sur des catalyseurs qui utilisent des matériaux moins coûteux, car les coûts élevés constituent toujours un obstacle à l'acceptation généralisée de la technologie des piles à combustible.
La durée de vie est de 7 300 heures dans des conditions de cyclage, tout en réduisant simultanément la charge en métal du groupe du platine à 0,2 mg/cm2.

## Production
La plupart des entreprises fabriquant des MEA se spécialisent dans la production à haut volume, comme W. L. Gore & Associates, Johnson Matthey et 3M. Cependant, d'autres entreprises produisent des MEA, ce qui permet également d'évaluer différentes formes, catalyseurs ou membranes, notamment De Nora Tech, Fuel Cell Store, FuelCellsEtc et bien d'autres.

## Aperçu du marché
Le marché mondial des assemblages d'électrodes à membrane (MEA) a été estimé à 672 millions de dollars américains en 2023 et devrait atteindre 3 853 millions d'ici 2030, avec un TCAC de 28,2 % au cours de la période de prévision 2024-2030.

## Segmentation du marché

### Par type
MEA à 5 couches : Le MEA à 5 couches est le type le plus utilisé en raison de son équilibre entre performances et rentabilité. Il se compose généralement d'une anode, d'une cathode et de deux membranes échangeuses d'ions. Cette configuration permet une conduction efficace des protons et une diffusion efficace des gaz, ce qui le rend adapté à diverses applications, notamment les véhicules à pile à combustible et les systèmes d'alimentation portables. Des recherches ont montré que les MEA à 5 couches peuvent offrir des performances améliorées dans différentes conditions de fonctionnement, ce qui en fait un choix privilégié dans l'industrie.
MEA à 7 couches : Le MEA à 7 couches intègre des couches supplémentaires qui améliorent les performances et la durabilité. Cette conception comprend généralement des couches de catalyseur et de membrane supplémentaires, qui peuvent améliorer l'efficacité globale de la pile à combustible. Ces MEA sont souvent utilisés dans des applications à hautes performances où la puissance de sortie maximale et la longévité sont essentielles. Des études indiquent que la configuration à 7 couches peut atteindre des densités de courant plus élevées et des taux de dégradation plus faibles par rapport aux conceptions plus simples, ce qui les rend adaptées aux environnements exigeants tels que le transport lourd et la production d'énergie stationnaire.
MEA à 3 couches : Le MEA à 3 couches est principalement utilisé dans les applications où la réduction des coûts est une priorité. Bien que ce type ne fournisse pas le même niveau de performances que les configurations à 5 ou 7 couches, il peut néanmoins être efficace pour des applications spécifiques à faible puissance. Cette conception comprend généralement moins de couches de catalyseur et est plus adaptée aux appareils ou applications à petite échelle où le poids et le coût sont des facteurs importants.

### Par application
- Véhicule à pile à combustible
- Pile à combustible stationnaire